# Vulcaniella anatolica
Vulcaniella anatolica ist ein Schmetterling (Nachtfalter) aus der Familie der Prachtfalter (Cosmopterigidae). Der Artname wurde von der geografischen Region Anatolien abgeleitet.

## Merkmale
Die Falter erreichen eine Flügelspannweite von 9 Millimeter. Der Kopf glänzt weiß. Bei den Labialpalpen ist das erste Segment graubraun, das zweite Segment hat außen an der Basis einen graubraunen Fleck und einen braunen subapikalen Ring. Das dritte Segment ist weiß und seitlich braun gefleckt.
Die Fühler sind dunkelbraun und in den ersten beiden Dritteln weiß geringelt. Im letzten Drittel befinden sich zwei dunkelbraune Abschnitte aus drei Segmenten, die von jeweils einem weißen Segment getrennt werden. Vor der Spitze sind die Fühler mit jeweils zwei weißen und braunen Segmenten geringelt. Das Fühlerbasisglied (Scapus) glänzt dunkelbraun und hat vorn eine weiße Linie und an der Spitze einen weißen Fleck. Ventral ist es weiß.
Der Thorax glänzt goldbraun, ist vorn mit einem weißen Fleck versehen und hinten weiß gerandet. Die Tegulae glänzen dunkel goldbraun und sind hinten weiß gesäumt.
Die Beine glänzen dunkelbraun. Die Vordertibien haben zwei basale Flecke und mediale und apikale Ringe. Die Tibien der Mittel- und Hinterbeine haben weiße basale und apikale Bänder. Die Vordertarsen haben auf dem ersten Segment einen weißen Basalring und einen weißen Apikalring. Die Segmente zwei und fünf sind weiß. Die Tarsen der mittleren Beine haben auf dem ersten Segment ein weißes basales und apikales Band. Die Segmente zwei, drei und fünf haben einen weißen Apikalring. Das erste Segment der hinteren Tarsen ist ebenso gefärbt wie das der mittleren Tarsen. Die übrigen Segmente sind dorsal weiß und ventral ockerfarben. Die Sporne sind ockerfarben weiß.
Die Vorderflügel glänzen dunkel goldbraun. Eine schräg nach außen verlaufende Binde befindet sich bei 1/6 der Vorderflügellänge. Sie ist von der Costalader bis zur Analfalte weiß und dahinter silbrig und erhaben. Zur Flügelzeichnung gehören sechs erhabene silbrige Flecke. Es sind zwei Costalflecke, der erste befindet sich vor der halben Vorderflügellänge und grenzt an die Costalader. Der zweite befindet sich bei 3/4 der Vorderflügellänge und reicht mit einem weißen Strich von der Costalader bis zu den Fransenschuppen. Am Flügelinnenrand befinden sich drei Flecke. Der erste liegt in der Analfalte bei 1/3 der Vorderflügellänge. Der zweite befindet sich zwischen den beiden Costalflecken am Flügelinnenrand. Der dritte liegt am Innenwinkel außerhalb des dritten Costalflecks. Ein weiterer Fleck befindet sich am Apex. Die Fransenschuppen sind graubraun. Die Hinterflügel glänzen hellgrau und sind in Richtung Apex bräunlicher.
Die ersten drei Segmente des Abdomens sind dorsal ockergrau, die übrigen Segmente glänzen grau. Ventral glänzen sie grau und sind fahl goldfarben getönt. Das Afterbüschel ist weiß.
Bei den Männchen verjüngt sich das rechte Brachium apikal. Es ist nach innen gekrümmt, die Spitze ist verbreitert und nach außen gebogen. Das linke Brachium ist gerade und hat einen leicht zugespitzten Apex. Die Valven sind lang und schmal, der Cucullus ist gewunden. Die rechte Valvella ist kürzer als der vordere Teil des Aedeagus. Sie ist nach oben gebogen und hat eine rundliche Spitze. An der Basis befindet sich ein rundlicher Lobus. Die rechte Valvella ist kurz und hat eine gestutzte Spitze. Der Aedeagus ist ziemlich schlank. Der vordere Teil verjüngt sich allmählich und ist in der Mitte verdickt.
Die Genitalarmatur der Weibchen wurde bisher nicht beschrieben.

### Ähnliche Arten
Vulcaniella anatolica ähnelt Vulcaniella fiordalisa, unterscheidet sich aber durch den ersten erhabenen Dorsalfleck, der sich nicht unterhalb des ersten Costalflecks befindet. Vulcaniella anatolica unterscheidet sich von Vulcaniella pontica durch einen weißen Fleck, der sich vorn auf dem Thorax befindet.

## Verbreitung
Vulcaniella anatolica ist in Kleinasien beheimatet.

## Biologie
Die Biologie der Art ist unbekannt. Die Falter der Typusserie wurden im Juli gefangen.

## Belege
1. 1 2 3 4 5 6 7 8 9 10 11 12  J. C. Koster, S. Yu. Sinev: Momphidae, Batrachedridae, Stathmopodidae, Agonoxenidae, Cosmopterigidae, Chrysopeleiidae. In: P. Huemer, O. Karsholt, L. Lyneborg (Hrsg.): Microlepidoptera of Europe. 1. Auflage. Band 5. Apollo Books, Stenstrup 2003, ISBN 87-88757-66-8, S. 160 (englisch).